# Кілограм-сила-метр
Кілогра́м-си́ла-метр або кілограмоме́тр (рос. килограмм-сила-метр, англ. kilopondmeter, нім. Kilogrammeter n) — одиниця роботи в системах МКС та МКГСС, що дорівнює роботі сили 1 кГ, при переміщенні точки прикладання цієї сили на відстань 1 метр по її напрямку, що також відповідає роботі, яку потрібно затратити для піднімання маси в 1 кілограм на висоту 1 метр. Позначення: кГм або кгс·м, міжнародне: kp·m (англ. kilopondometr), kgf·m (англ. kilogram-force-metre) або kGm (англ. kilogramometr).
Таку ж розмірність мають момент сили і енергія у згаданих системах одиниць.
Міжнародна організація законодавчої метрології (МОЗМ) у своїх рекомендаціях відносить одиницю кілограм-сила-метр до тих одиниць вимірювання, «які повинні бути вилучені з обігу якнайшвидше там, де вони використовуються нині, і які не повинні вводитися, якщо вони не використовуються».
У системі SI відповідником одиниці роботи й енергії є джоуль:
1 Дж = 0,10197 1 кГм
одиниць моменту сили є ньютон-метр:
1 Н·м = 0,10197 1 кГм